# La donna che non poteva essere qui
La donna che non poteva essere qui (Sauve-moi) è un romanzo dello scrittore francese Guillaume Musso del 2005.

## Trama
Juliette è una ragazza francese trasferitasi negli Stati Uniti con il sogno di diventare un'attrice. Ma il suo sogno non diventa realtà e Juliette è costretta a lavorare come cameriera in un bar. Durante una tempesta di neve a New York, Juliette incontra per caso Sam. Quest'ultimo fa il medico ed è diventato vedovo, dopo che sua moglie si è suicidata.
Due vite diverse: una ragazza che sta per ripartire per Parigi a breve e un pediatra che soffre ancora per la moglie perduta ed un passato che vuole dimenticare.
Dopo un weekend ricco di amore, passione e bugie, Sam non riesce a fermare Juliette e vede il suo aereo decollare e dopo alcuni minuti esplodere in volo.

## Edizioni
- Guillaume Musso, La donna che non poteva essere qui, traduzione di Laura Serra, Sonzogno, 2005,  p. 357, ISBN 978-88-454-1296-7.